# Lonlay-l'Abbaye
Pour les articles homonymes, voir Lonlay.
Lonlay-l'Abbaye est une commune française, située dans le département de l'Orne en région Normandie, peuplée de 1 118 habitants.

## Géographie

### Localisation
Cette commune du Passais est aux confins du Domfrontais, du Bocage flérien et du Mortainais, sa situation dans le canton de Domfront et la proximité de son chef-lieu privilégiant le classement dans le premier pays.
Son bourg est à 9 km au nord-ouest de Domfront, à 15 km au sud de Tinchebray, à 18 km au sud-ouest de Flers et à 21 km à l'est de Mortain.
La commune est membre du parc naturel régional Normandie-Maine.

### Géologie et relief
Paysages naturels et urbains remarquables notamment les coteaux du Tertre, de la Logerie Est, des Landes de Bizet et de la vallée de l’Égrenne.
La topographie est très marquée et contribue fortement à la définition de l’urbanisation du territoire. Les altitudes varient de 129 m au sud du territoire à 320 m NGF à hauteur du Haut du Bois, soit un dénivelé proche de 200 mètres. Le centre bourg est implanté dans le fonds de la vallée de l’Égrenne avec une orientation nord-sud. En amont du bourg, cette vallée apparaît relativement encaissée et a tendance à s’ouvrir au sud du territoire.
Présence sur le territoire de la commune du site Natura 2000 des « Landes du Tertre Bizet et Fosse Arthour ».

### Sismicité
La commune est située dans une zone de sismicité faible.

### Hydrographie
La commune est située dans le bassin Loire-Bretagne. Elle est drainée par un bras de l'égrenne, l'Egrenne, la Halouze, le Choisel, le ruisseau de Blandouet, le ruisseau de Choisel, le ruisseau de Froidebise et  et un autre petit cours d'eau.
L'Égrenne, d'une longueur de 37 km, prend sa source dans la commune de Chaulieu et se jette  dans la Varenne à Saint-Mars-d'Égrenne, après avoir traversé dix communes. 

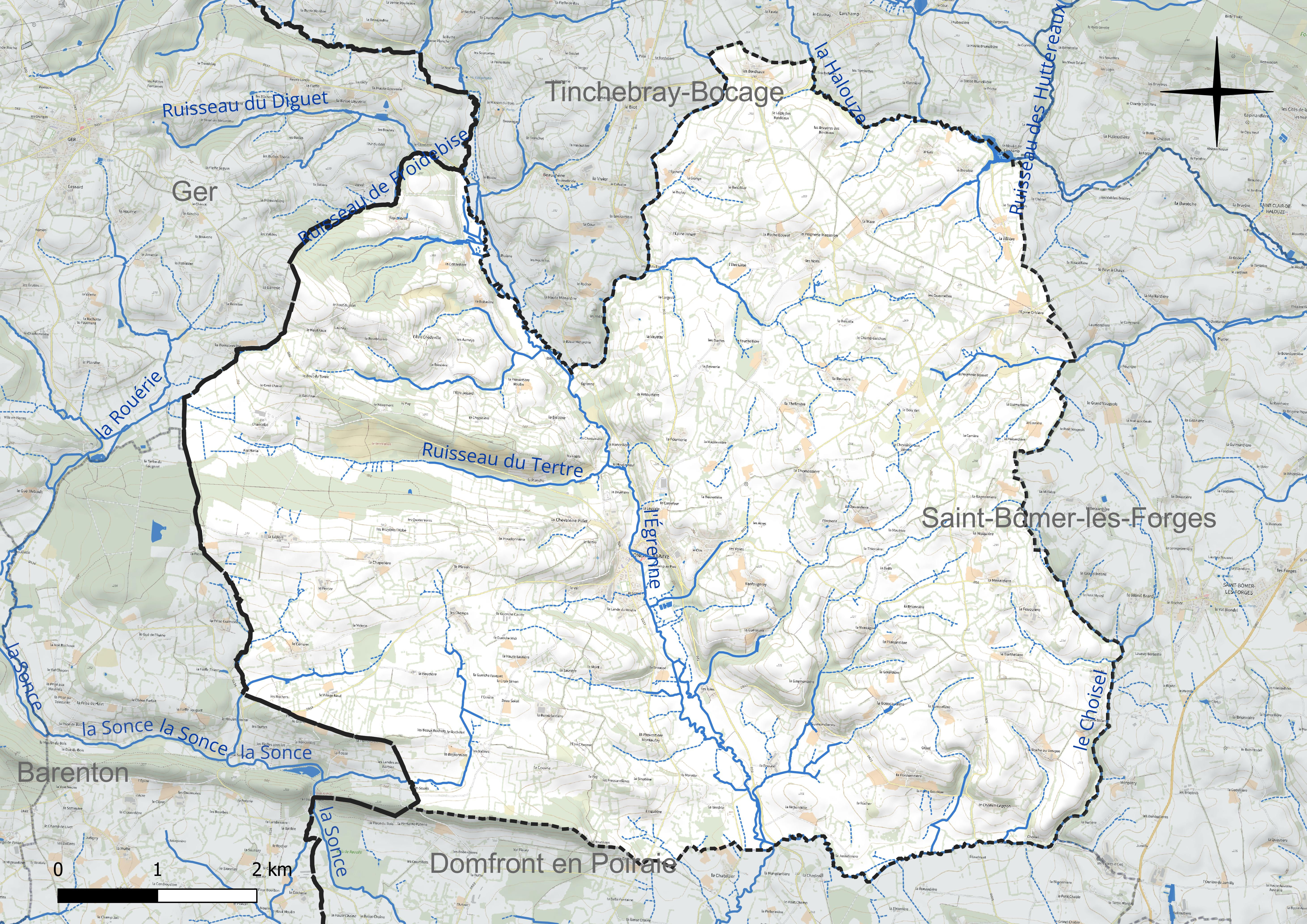
Réseau hydrographique de Lonlay-l'Abbaye.

La Halouze, d'une longueur de 15 km, prend sa source dans la commune de Tinchebray-Bocage et se jette  dans la Varenne à Saint-Bômer-les-Forges, après avoir traversé six communes. 

### Climat
Pour des articles plus généraux, voir Climat de la Normandie et Climat de l'Orne.
En 2010, le climat de la commune est de type climat océanique franc, selon une étude du CNRS s'appuyant sur une série de données couvrant la période 1971-2000. En 2020, Météo-France publie une typologie des climats de la France métropolitaine dans laquelle la commune est exposée à un climat océanique et est dans la région climatique Normandie (Cotentin, Orne), caractérisée par une pluviométrie relativement élevée (850 mm/a) et un été frais (15,5 °C) et venté. Parallèlement le GIEC normand, un groupe régional d’experts sur le climat, différencie quant à lui, dans une étude de 2020, trois grands types de climats pour la région Normandie, nuancés à une échelle plus fine par les facteurs géographiques locaux. La commune est, selon ce zonage, exposée à un « climat contrasté des collines », correspondant au Bocage normand, bien arrosé, voire très arrosé sur les reliefs les plus exposés au flux d’ouest, et frais en raison de l’altitude.
Pour la période 1971-2000, la température annuelle moyenne est de 10,5 °C, avec une amplitude thermique annuelle de 13 °C. Le cumul annuel moyen de précipitations est de 947 mm, avec 13,9 jours de précipitations en janvier et 8,4 jours en juillet. Pour la période 1991-2020, la température moyenne annuelle observée sur la station météorologique la plus proche, située sur la commune de Saint-Fraimbault à 18 km à vol d'oiseau, est de 11,2 °C et le cumul annuel moyen de précipitations est de 850,1 mm,. Pour l'avenir, les paramètres climatiques de la commune estimés pour 2050 selon différents scénarios d’émission de gaz à effet de serre sont consultables sur un site dédié publié par Météo-France en novembre 2022.

### Voies de communications et transports

#### Voies routières
La commune est traversée par les D 56, D 217 et D 218.

#### Transports en commun
- Gares proches :
  - Gare de Briouze.
  - Gare de Flers.
  - Gare de Vire.
- Aéroports :
  - Aéroport de Caen-Carpiquet.
  - Aéroport de Laval - Entrammes.
  - Aérodrome de Granville - Mont-Saint-Michel.

## Toponymie
Le nom de la localité est attesté sous les formes Longiledum en 1020 et Lunleio en 1066.
Le toponyme pourrait être issu du gaulois longo (long) et ledo (reflux), « long courant d'eau » pour désigner d'abord la rivière,.
L'Abbaye pour l'abbaye de Lonlay, fondée au XIe.
Au cours de la période révolutionnaire de la Convention nationale (1792-1795), la commune a porté le nom de Lonlay-sur-Égrenne.

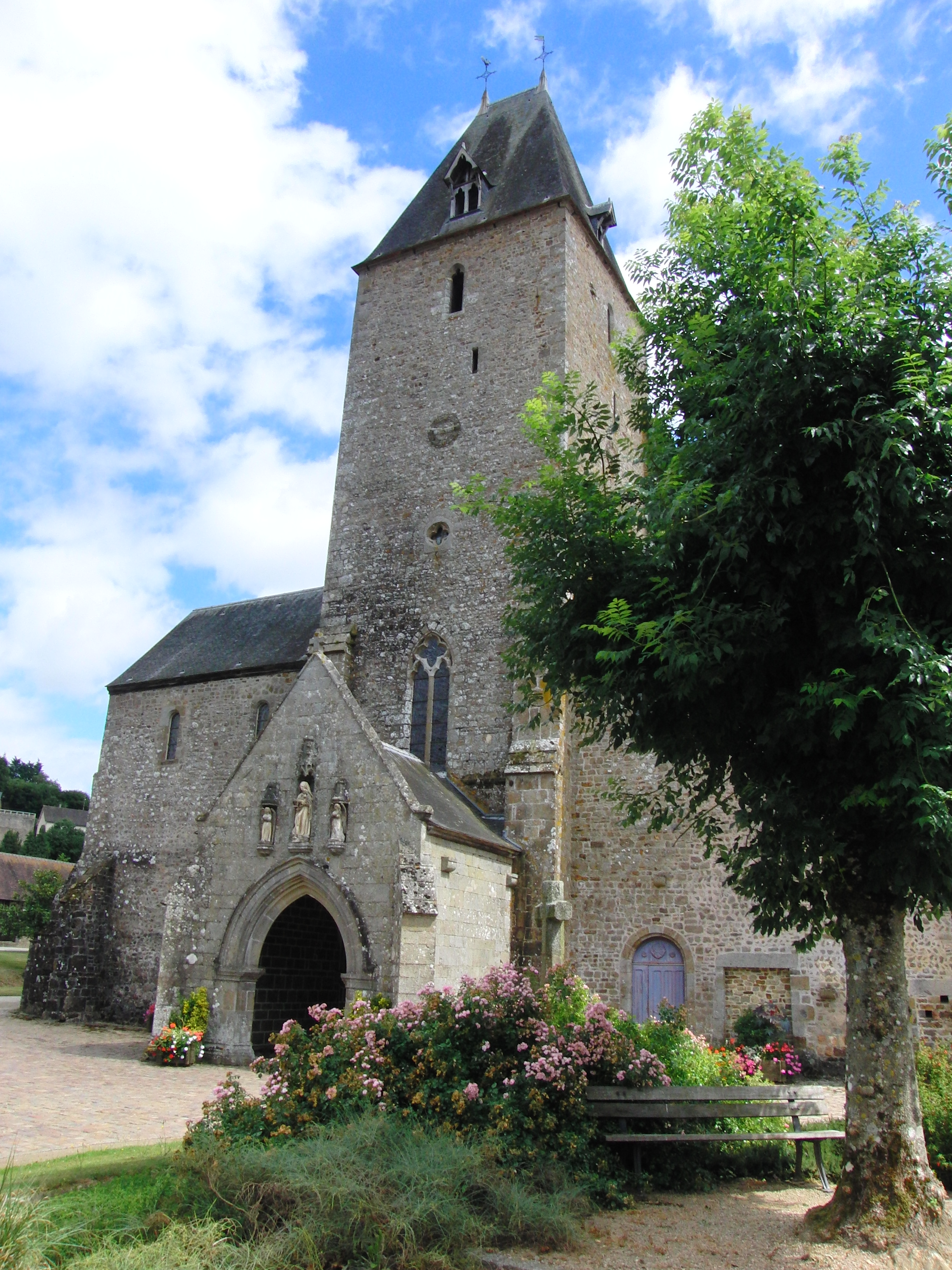
Abbatiale Notre-Dame à Lonlay-l'Abbaye.

Le gentilé est  Lonléen.

## Histoire
Lonlay, étymologiquement « la longue vallée » est une ancienne et importante commune du bocage.
Abbatiale fondée vers 1010-1020 par Guillaume Ier de Bellême.

### Légende
Le site est lié aux légendes arthuriennes et le CENA le rattache au roman de Wace, ainsi qu'au passage de Chrétien de Troyes à la cour qu'Aliénor d'Aquitaine tenait à Domfront.

## Héraldique
| Blason de Lonlay-l'Abbaye | Blason  | De sable au loup courant d'argent. |
| Blason de Lonlay-l'Abbaye | Détails |                                    |

## Politique et administration

### Administration municipale
| Période   | Période   | Identité          | Étiquette | Qualité                            |
| --------- | --------- | ----------------- | --------- | ---------------------------------- |
| 1958      | 1965      | Raymond Guesdon   | Radical   | Ancien député socialiste de l'Orne |
| 1995      | mars 2001 | Michel Lebaudy    |           |                                    |
| mars 2001 | mars 2008 | Marcel Gérault    |           |                                    |
| mars 2008 | En cours  | Christian Derouet |           | Agent d'assurances                 |

Le conseil municipal est composé de quinze membres dont le maire et trois adjoints. La commune a une politique de soutien à l'installation de commerces et de services de proximité : la station essence et le restaurant sont propriétés municipales, la mairie a soutenu une pétition pour l'installation d'un distributeur de billets.

### Budget et fiscalité 2018
En 2018, le budget de la commune était constitué ainsi :
- total des produits de fonctionnement : 755 000 €, soit 648 € par habitant ;
- total des charges de fonctionnement : 412 000 €, soit 353 € par habitant ;
- total des ressources d'investissement : 694 000 €, soit 596 € par habitant ;
- total des emplois d'investissement : 727 000 €, soit 624 € par habitant ;
- endettement : 509 000 €, soit 437 € par habitant.

Avec les taux de fiscalité suivants :
- taxe d'habitation : 9,99 % ;
- taxe foncière sur les propriétés bâties : 13,23 % ;
- taxe foncière sur les propriétés non bâties : 19,52 % ;
- taxe additionnelle à la taxe foncière sur les propriétés non bâties : 0,00 % ;
- cotisation foncière des entreprises : 0,00 %.

Chiffres clés Revenus et pauvreté des ménages en 2016 : médiane en 2016 du revenu disponible, par unité de consommation : 18 719 €.

### Intercommunalité
Commune relevant de la Domfront Tinchebray Interco, communauté de communes française, créée le 1er janvier 2017.

## Urbanisme

### Typologie
Au 1er janvier 2024, Lonlay-l'Abbaye est catégorisée commune rurale à habitat très dispersé, selon la nouvelle grille communale de densité à sept niveaux définie par l'Insee en 2022.
Elle est située hors unité urbaine. Par ailleurs la commune fait partie de l'aire d'attraction de Flers, dont elle est une commune de la couronne,. Cette aire, qui regroupe 38 communes, est catégorisée dans les aires de 50 000 à moins de 200 000 habitants,.

### Occupation des sols
L'occupation des sols de la commune, telle qu'elle ressort de la base de données européenne d’occupation biophysique des sols Corine Land Cover (CLC), est marquée par l'importance des territoires agricoles (92,6 % en 2018), une proportion sensiblement équivalente à celle de 1990 (93 %). La répartition détaillée en 2018 est la suivante : 
prairies (75,1 %), zones agricoles hétérogènes (9,2 %), terres arables (8,3 %), forêts (4,6 %), milieux à végétation arbustive et/ou herbacée (1,8 %), zones urbanisées (1 %). L'évolution de l’occupation des sols de la commune et de ses infrastructures peut être observée sur les différentes représentations cartographiques du territoire : la carte de Cassini (XVIIIe siècle), la carte d'état-major (1820-1866) et les cartes ou photos aériennes de l'IGN pour la période actuelle (1950 à aujourd'hui).

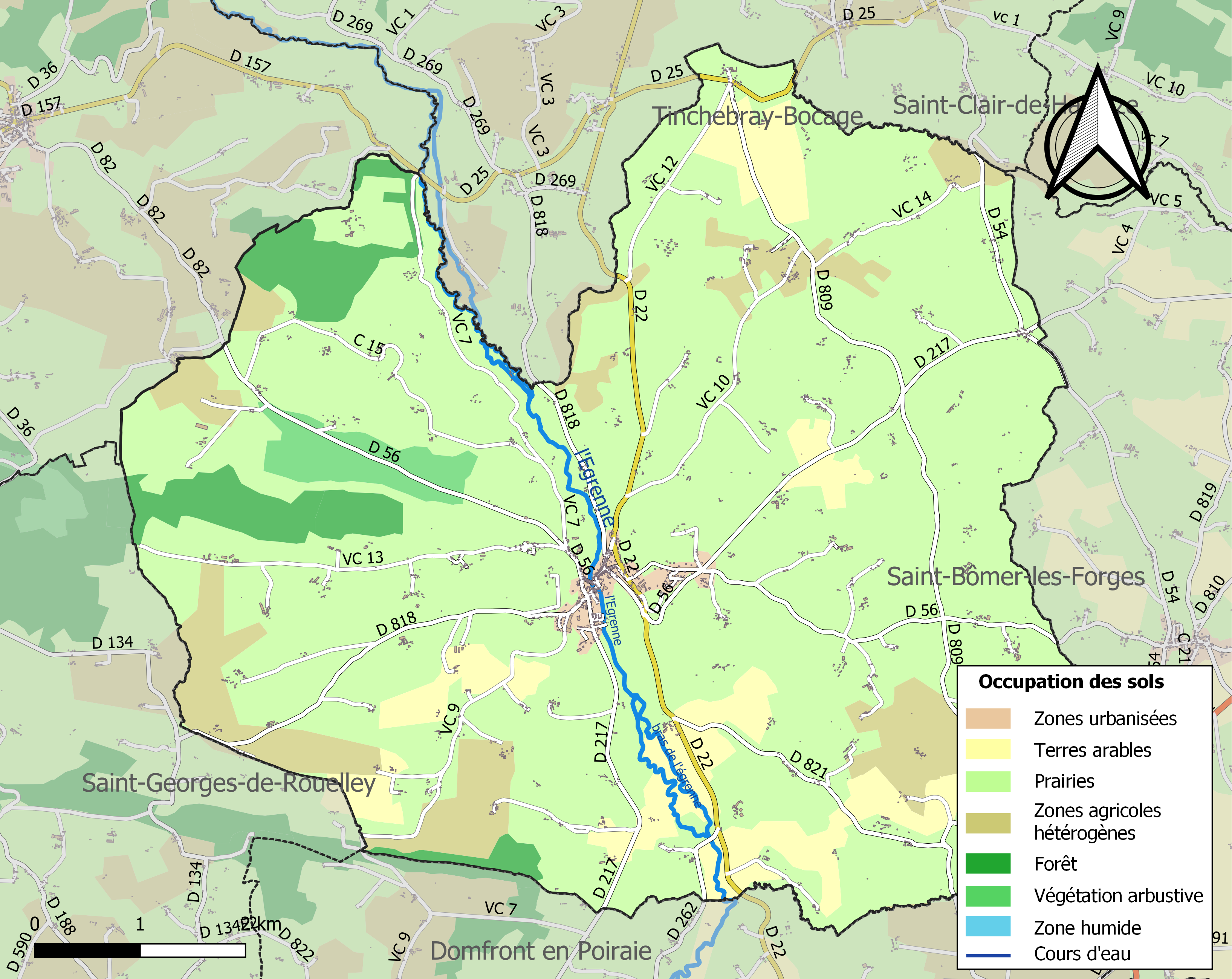
Carte des infrastructures et de l'occupation des sols de la commune en 2018 (CLC).

## Démographie
L'évolution du nombre d'habitants est connue à travers les recensements de la population effectués dans la commune depuis 1793. Pour les communes de moins de 10 000 habitants, une enquête de recensement portant sur toute la population est réalisée tous les cinq ans, les populations de référence des années intermédiaires étant quant à elles estimées par interpolation ou extrapolation. Pour la commune, le premier recensement exhaustif entrant dans le cadre du nouveau dispositif a été réalisé en 2008.
En 2022, la commune comptait 1 118 habitants, en évolution de −1,5 % par rapport à 2016 (Orne : −3,21 %, France hors Mayotte : +2,11 %).
Lonlay-l'Abbaye a compté jusqu'à 3 688 habitants en 1836.
| 1793  | 1800  | 1806  | 1821  | 1831  | 1836  | 1841  | 1846  | 1851  |
| ----- | ----- | ----- | ----- | ----- | ----- | ----- | ----- | ----- |
| 3 232 | 3 446 | 3 186 | 3 096 | 3 558 | 3 688 | 3 639 | 3 541 | 3 566 |

| 1856  | 1861  | 1866  | 1872  | 1876  | 1881  | 1886  | 1891  | 1896  |
| ----- | ----- | ----- | ----- | ----- | ----- | ----- | ----- | ----- |
| 3 419 | 3 257 | 3 133 | 2 960 | 2 957 | 2 840 | 2 833 | 2 693 | 2 462 |

| 1901  | 1906  | 1911  | 1921  | 1926  | 1931  | 1936  | 1946  | 1954  |
| ----- | ----- | ----- | ----- | ----- | ----- | ----- | ----- | ----- |
| 2 410 | 2 247 | 2 213 | 1 968 | 2 010 | 2 004 | 1 976 | 1 879 | 1 711 |

| 1962  | 1968  | 1975  | 1982  | 1990  | 1999  | 2006  | 2008  | 2013  |
| ----- | ----- | ----- | ----- | ----- | ----- | ----- | ----- | ----- |
| 1 601 | 1 512 | 1 435 | 1 345 | 1 256 | 1 152 | 1 195 | 1 207 | 1 144 |

| 2018  | 2022  | - | - | - | - | - | - | - |
| ----- | ----- | - | - | - | - | - | - | - |
| 1 121 | 1 118 | - | - | - | - | - | - | - |

## Économie

### Entreprises et commerces

#### Agriculture
- Agriculteurs et éleveurs.

#### Tourisme
- Bar du Moulin[36].
- Gîtes ruraux, chambres d'hôtes[37].

#### Commerces et services
Lonlay-l'Abbaye compte plusieurs commerces de proximité : épicerie avec point presse, boucherie-charcuterie, boulangerie, bar-tabac, charcutier-traiteur, salon  de coiffure. 
La commune dispose de nombreux services : un bureau de poste, un médecin, un kinésithérapeute, une pharmacie, un cabinet d'infirmiers, une école, une maison des assistantes maternelles, tous installés au cœur du bourg.

#### Industrie
- Le principal employeur de la commune est une biscuiterie[38], la biscuiterie de l'Abbaye, avec 220 emplois[25].

## Lieux et monuments

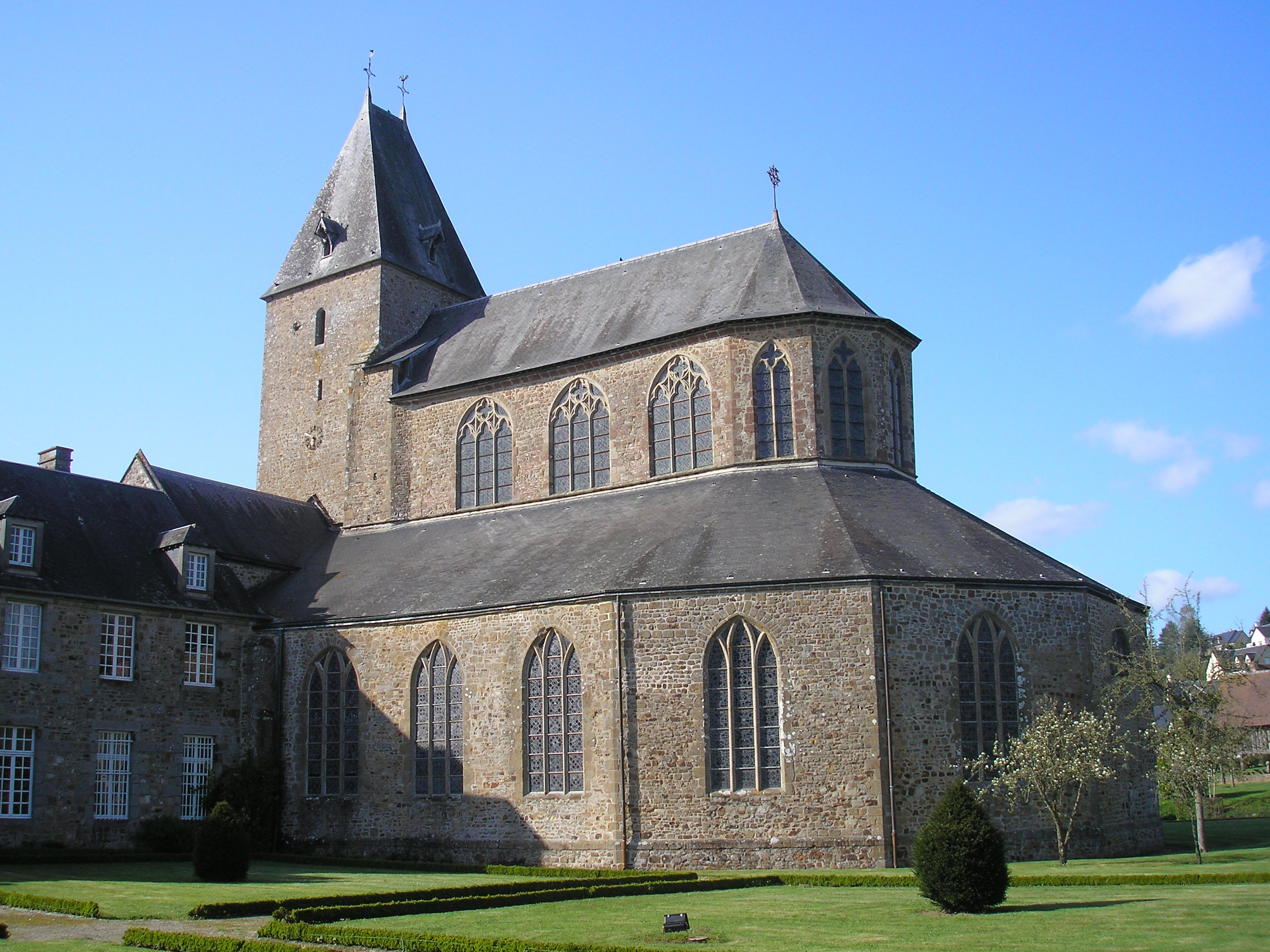
L'église abbatiale.

- L'abbaye de Lonlay, fondée au XIe siècle par Guillaume Ier de Bellême. L'abbatiale est classée au titre des Monuments historiques depuis le 5 novembre 1931[39]. Elle abrite de nombreuses œuvres classées à titre d'objets[40].
- La chapelle Saint-Jean-Baptiste d’origine médiévale de Froidebise.
- Le sarcophage de la Thomassière, creusé dans un appointement granitique, classé au titre des Monuments historiques depuis le 21 juillet 1933[41].
- La biscuiterie de l'Abbaye créée en 1964[42], connue pour la fabrication de ses sablés[43]. Visite possible de l'entreprise.
- Anciens fours à pain.
- Puits en forme de pain de sucre.
- Anciens corps de fermes et manoir (Froidebise).
- Monument aux morts[44] : conflits commémorés : 1914-1918 - 1939-1945.

## Activité, label et manifestations

### Jumelages
- Stogursey (Royaume-Uni) depuis 1986[45].

### Label
La commune est un village fleurie (une fleur) au concours des villes et villages fleuris.

### Sports
L'Entente sportive Lonlay-Saint-Bômer fait évoluer deux équipes de football en divisions de district.

## Personnalités liées à la commune
- Dom Tassin (1697 à Lonlay - 1777), historien.
- Julien Lefaverais (1790 à Lonlay-1869 à Lonlay), homme politique.
- Alain Corbin (né en 1936 à Lonlay), historien.
- François Bidard (né en 1992 à Lonlay), coureur cycliste.